# Mitte (Remscheid)
Mitte (ⓘ) ist ein statistischer Stadtteil im Stadtbezirk Alt-Remscheid der Stadt Remscheid in Bergischen Land. Er liegt im Stadtbezirk Alt-Remscheid und umfasst die eigentliche Innenstadt von Remscheid vom Stadtkegel am Rathaus und dem Wasserturm Remscheid bis zum Markt rund um die Fußgängerzone Alleestraße mit Ausnahme des eigentlichen Siedlungskerns der mittelalterlichen Remscheider Hofschaft, der heute zum Stadtteil Altstadt gehört.
Die Grenzen des Stadtteils werden durch die Straßen (im Uhrzeigersinn) Elberfelder Straße, Alte Rathausstraße, Ludwigstraße, Elberfelder Straße, Markt, Blumenstraße, Brüderstraße, der für den Straßenverkehr nicht gesperrte Teil der  Alleestraße, Martin-Luther-Straße, Mattheystraße, Richtweg, Scheider Straße und Hochstraße festgelegt.
Vor der ganzflächigen Bebauung existierten auf der Fläche des heutigen Stadtteils im 19. Jahrhundert die Siedlungen und Wohnplätze Wiedenhof, Preiershäuschen, Rödershäuschen und Grünenthal, deren Siedlungsflächen durch die heutige Grenzziehung teilweise mit benachbarten Stadtteilen geteilt werden. 